# 西南諾福克 (英國國會選區)
西南諾福克（英語：South West Norfolk），英國國會一郡選區，包括英格蘭東部諾福克郡金斯林-西諾福克和布羅克蘭南部。始設於1885年。
本區自1929至1959年多數支持工黨，其餘時間多數支持保守黨。在2010年大選中伊麗莎白·特拉斯以48.3%選票勝出該區首次當選。她於2022年第一次保守黨黨魁選舉中勝出成為英國首相，並於同年10月下旬請辭。